# Charleroi-i csata
A charleroi-i csata avagy sambre-i csata az első világháború egyik ütközete, amely 1914 augusztusában zajlott a belgiumi Charleroi-ban. A támadás része volt a határ menti csatáknak.

## Ütközet
Augusztus 20-án Charles Lanrezac 5. hadserege egy 40 km hosszúságú frontszakaszon összpontosult a Sambre mentén Charleroi központtal, hogy felszabadítsa Namur erődítményét. Balján André Sordet tábornok lovashadosztálya kapcsolta össze a Brit Expedíciós Haderővel.
Bár Lanrezac már a háború kezdete óta tudta, hogy vissza kell vonulniuk a németek belgiumi támadása elől, de felettese, Joseph Joffre főparancsnok úgy gondolta, hogy Franciaországnak követni kell az alapvető háborús stratégiai tervet, a XVII. tervet, attól függetlenül, hogy mi történik Belgiumban. Joffre el is rendelte, hogy az 5. hadsereg tartsa fel addig a németek, amíg lehet. Sőt augusztus 20-án kiadta a parancsot, hogy a hadsereg induljon meg a Sambre Namur és Charleroi közti szakaszán. Ekkor még Lanrezac sem sejtette (pedig elég reálisan ítélte meg a helyzetet), hogy két német hadsereg vár rá.
Mielőtt azonban megindult volna a francia offenzíva, a német 2. hadsereg (Karl von Bülow) is támadásba lendült a két francia hídfőállás ellen. Tüzérség hiányában azonban nem sokra jutott velük. Augusztus 22-én újra támadott: három német hadtest az egész 5. francia hadsereg ellen. Augusztus 23-án Charleroi is elesett.
Eközben a 3. német hadsereg (Max von Hausen) is átkelt a Meuse (Maas) folyón, és frontális támadást indított a francia jobbszárny ellen, ahol Louis Franchet d’Espèrey tábornok védekezett. A német csapatok megpróbálták elvágni a franciák visszavonulási útját, de Franchet d’Espèrey tábornok hadteste kitartott. Namur feladása és a 4. francia hadsereg ardenneki visszavonulása után azonban Lanrezac is elrendelte a visszavonulást, mert bekerítéstől tartott.

## Következmények
Lanrezac visszavonulása megmentette a francia hadsereget a döntő vereségtől, és jelentősen hátráltatta a Schlieffen-terv sikerességét.

## Fordítás
Ez a szócikk részben vagy egészben  a   Battle of Charleroi című angol Wikipédia-szócikk ezen változatának fordításán alapul.  Az eredeti cikk szerkesztőit annak laptörténete sorolja fel. Ez a jelzés csupán a megfogalmazás eredetét és a szerzői jogokat jelzi, nem szolgál a cikkben szereplő információk forrásmegjelöléseként.